# 過食嘔吐
過食嘔吐（かしょくおうと）とは、過食（他とはっきり区別される時間の間に、通常の「一食」と呼ばれる量よりも明らかに多い食物を摂取する）の後に、自己誘発性嘔吐をする行為を指す。
大体の過食嘔吐者は指を口の中に突っ込んで吐き出す。
原因は精神的ストレスや、「痩せたい」という美的願望からおこるものと考えられている。周囲には一種の強迫観念に取りつかれているように見える。

この行為を続けていると摂食障害を引き起こす恐れもある。
嘔吐による合併症は神経性大食症を参照。
病気として扱う場合には過食嘔吐症と言う事もあるが、正式に認められた病名ではない。一般には自己誘発性嘔吐を伴う過食症もしくは、拒食症のむちゃ食い・排出型として扱われる事が多い。過食をするために嘔吐をするタイプもあれば、嘔吐するために過食をする場合など、症状を引き起こすバックグラウンドが様々な様に、症状も細分化される。

## 治療・支援
認知行動療法および対人関係療法の観点からの支援が効果的であった事例がある（「摂食障害#精神療法」・「過食症#精神療法」・「拒食症#精神療法」も参照）。また、過食嘔吐を引き起こしている要因（ストレスなど）をなくしていけるよう支援することが有効であった事例もある（「ストレス管理」も参照）。
過食嘔吐を主訴とする場合、過食嘔吐そのものに焦点を当てたケアと、過食嘔吐の要因となっている出来事や辛さに焦点を当てたケアの両方（もしくはどちらか）が行われるケースが多い。どちらからケアをするか・治療の進め方などについても、クライアントに相談しながらクライアントの意向に沿う形で進めていく。